# Aeroportul Walkers Cay
Aeroportul Walkers Cay (IATA: WKR, ICAO: MYAW) este un aeroport din Bahamas ce deservește zona Walker's Cay⁠(d).
Situat la o altitudine de 3 m, aeroportul dispune de o singură pistă.